# Susana Cook
Susana Cook es una escritora, actriz, artista de performance experimental y directora de teatro nacida en Argentina y radicada en Nueva York que ha estado escribiendo y produciendo obras originales durante más de 20 años. Tiene más de 20 obras producidas, representadas en escenarios internacionales como Argentina, Canadá, Colombia, Ecuador, España e India.
Cook estudió teatro y actuación en Argentina, antes de migrar a Nueva York en 1991. En sus obras usa el humor como herramienta para enfrentar el racismo, la homofobia, el sexismo y el clasismo. Además, en los repartos para sus representaciones teatrales convoca minorías como personas trans y queer.

## Obras
- The Fury of the Gods (2010)
- The unPatriotic Act: Homeland Insecurities (2007)
- The Idiot King (2006)
- The Values Horror Show (2005)
- 100 Years of Attitude (2004)
- Dykenstein: Sex, Horror and the Tragedy of the Straight Brain (2003)
- Hamletango: Prince of Butches (2002)
- Spic for Export (2002)
- The Fraud (2001)
- Gross National Product (2000)
- Conga Guerilla Forest (1999)
- Hot Tamale (1999)
- We are Faking our National Orgasm (1999)
- Bitches are a Girl’s Best Friend (1998)
- Parable of the Sour (1998)
- Rats: The Fantasy of Extermination (1998)
- Butch Fashion Show in the Femme Auto Body Shop (1997)
- Post Colonial Butches: Post Patriarchal Femmes and other Blessings (1997)
- Gender Acts (1996)
- Tango Lesbiango (1996)
- The Service Economy Vaudeville (1996)
- The Title: A Parody of Opera, Angels and Tango (1994)
- Las Tres Américas (1992)